# Ivan Aleksić
Ivan Aleksić (Osijek, 6 marzo 1993) è un calciatore croato, difensore del Radnički Dalj.

## Caratteristiche tecniche
È un terzino sinistro.

## Carriera

### Club
Cresciuto nelle giovanili dell'Osijek, ha esordito il 22 luglio 2011 in un match pareggiato 1-1 contro il Rijeka.

### Nazionale
Con la nazionale Under-20 croata ha preso parte al Mondiale del 2013 disputando 3 incontri.

## Statistiche

### Presenze e reti nei club
Statistiche aggiornate al 6 gennaio 2017.
| Stagione        | Squadra         | Campionato      | Campionato | Campionato | Coppe nazionali | Coppe nazionali | Coppe nazionali | Coppe continentali | Coppe continentali | Coppe continentali | Altre coppe | Altre coppe | Altre coppe | Totale | Totale | Totale |
| Stagione        | Squadra         | Comp            | Pres       | Reti       | Comp            | Pres            | Reti            | Comp               | Pres               | Reti               | Comp        | Pres        | Reti        | Pres   | Reti   |        |
| --------------- | --------------- | --------------- | ---------- | ---------- | --------------- | --------------- | --------------- | ------------------ | ------------------ | ------------------ | ----------- | ----------- | ----------- | ------ | ------ | ------ |
| 2011-2012       | Osijek          | 1.HNL           | 5          | 0          | CC              | 0               | 0               |                    | -                  | -                  |             | -           | -           | 5      | 0      |        |
| 2012-2013       | Osijek          | 1.HNL           | 18         | 0          | CC              | 4               | 0               | UEL                | 1                  | 0                  |             | -           | -           | 23     | 0      |        |
| 2013-2014       | Osijek          | 1.HNL           | 2          | 0          | CC              | 2               | 0               |                    | -                  | -                  |             | -           | -           | 4      | 0      |        |
| 2014-gen. 2015  | Osijek          | 1.HNL           | 0          | 0          | CC              | 0               | 0               |                    | -                  | -                  |             | -           | -           | 0      | 0      |        |
| Totale Osijek   | Totale Osijek   | Totale Osijek   | 25         | 0          |                 | 6               | 0               |                    | 1                  | 0                  |             | -           | -           | 32     | 0      |        |
| gen.-giu. 2015  | Inter Zaprešić  | 2.HNL           | 10         | 1          | CC              | 0               | 0               |                    | -                  | -                  |             | -           | -           | 10     | 1      |        |
| 2015-2016       | Novigrad        | 3.HNL           | 25         | 3          | CC              | 0               | 0               |                    | -                  | -                  |             | -           | -           | 25     | 3      |        |
| 2016-2017       | Novigrad        | 2.HNL           | 15         | 0          | CC              | 2               | 0               |                    | -                  | -                  |             | -           | -           | 17     | 0      |        |
| Totale carriera | Totale carriera | Totale carriera | 75         | 4          |                 | 8               | 0               |                    | 1                  | 0                  |             | -           | -           | 84     | 4      |        |

## Palmarès
- Druga hrvatska nogometna liga: 1

Inter Zapresić: 2014-2015